# Es Mercadal
Es Mercadal är en kommun i Spanien. Den ligger i den autonoma regionen Balearerna i östra delen av landet. Antalet invånare är 6 215 (2024).  Arean är 138,34 kvadratkilometer. Es Mercadal ligger på ön Menorca. Es Mercadal gränsar till Alaior, Ferreries, Es Migjorn Gran och Mahón. 